# 데시카가 지진
데시카가 지진(일본어: 弟子屈地震)은 홋카이도의 데시카가 근처와 그 주변에서 발생하는 지진이다. 굿샤로 지진(屈斜路地震) 라고도 불린다.

## 1938년 지진
1938년 굿샤로 지진 (1938년 데시카가 지진) 은 1938년 5월 29일에 데시카가 부근에서 발생한 지진이다. 지진 규모는 M6.1. 이 지진으로 1명이 사망했다. 굿샤로호에서는 쓰나미가 발생했다. 이 지진으로, 굿샤로호수 밑바닥으로부터 황이 분출되어 pH가 4정도로 떨어졌기 때문에 대부분의 어류는 전멸했었다.

## 1959년 지진
1959년 데시카가 지진 은 1959년 1월 31일에 데시카가 부근에서 발생한 지진이다. M6.3의 지진과 M6.1의 지진이 연속적으로 발생했다. 데시카가 등을 중심으로 피해가 나왔다.

## 1967년 지진
1967년 데시카가 지진 은 1967년 11월 4일에 데시카가 부근에서 발생한 지진이다. 지진 규모는 M6.5. 이 지진으로 2명이 부상했다.

## 참고 문헌
- 国立天文台 『理科年表 令和3年』 丸善 ISBN 978-4-621-30560-7